# 1262 Sniadeckia
Az 1262 Sniadeckia (ideiglenes jelöléssel 1933 FE) a Naprendszer kisbolygóövében található aszteroida. Sylvain Julien Victor Arend fedezte fel 1933. március 23-án.